# キーボーディスト

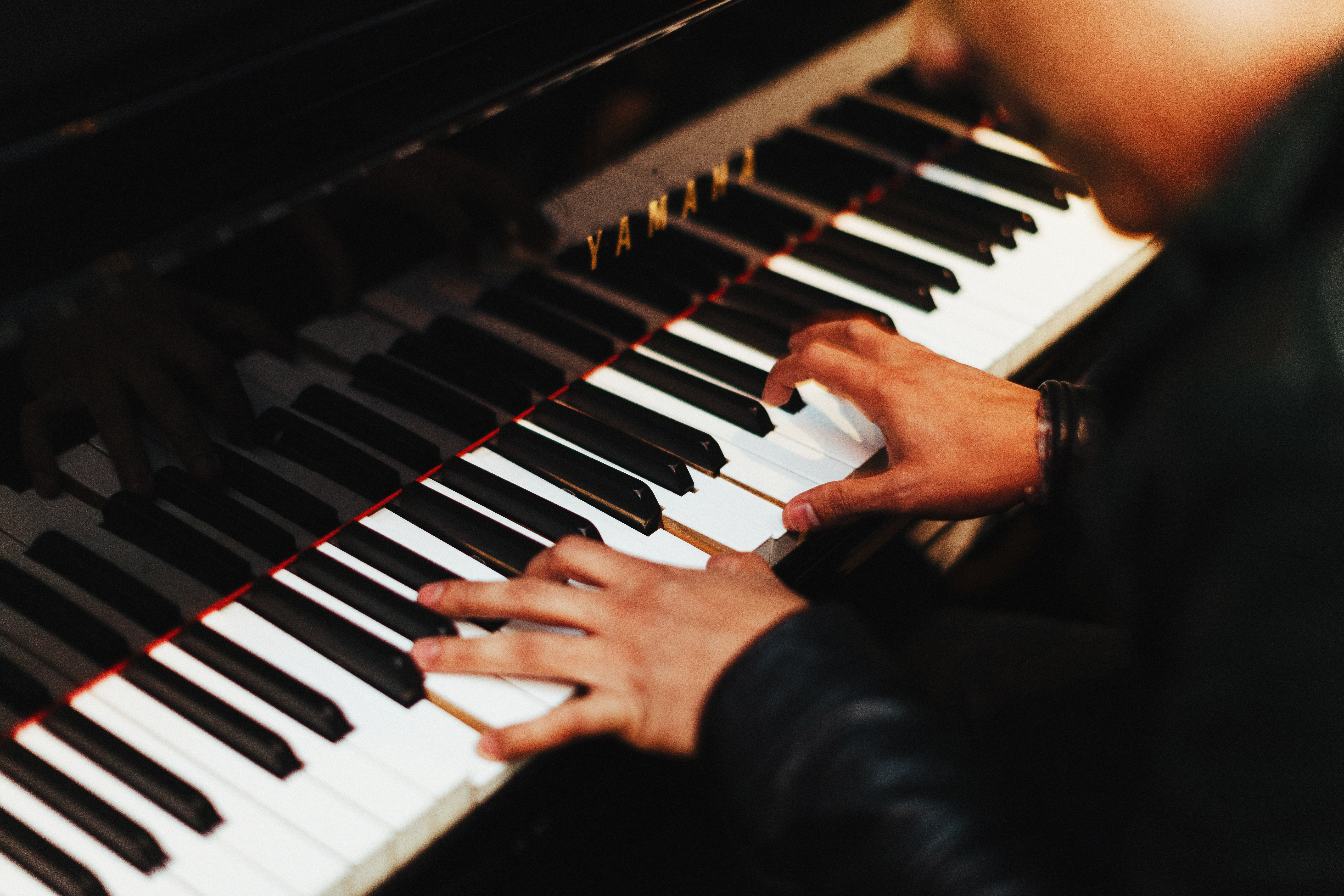
ピアノを弾くピアニスト

キーボーディスト（英: keyboardist）は、ピアノ、オルガン、シンセサイザーなどのキーボード（鍵盤楽器）を演奏するミュージシャン。キーボード奏者、キーボードプレイヤーともいう。メロトロンやクラビネットの演奏をするプレイヤーもいる。クラシック音楽の分野では、日本では鍵盤楽器奏者と称される。
バンド編成のグループに於いて、キーボーディストがいた場合、非常に充実した豊かなサウンドあるいは楽曲そのものに対し包摂的な彩りを加えることができるため、ギター、ベース、ドラムに続いて、非常に重要度の高い役割を持つパートである。

## 概要
一般的には軽音楽、大衆音楽における鍵盤楽器奏者を指す名称として使用され、実際に使用される楽器も電子鍵盤楽器かピアノである場合が大半である。英単語としてはあらゆる鍵盤楽器のプレイヤーと解釈できるが、現実にはクラシックを中心にピアノはピアニスト、オルガンならオルガニスト、さらにシンセサイザーではシンセシスト、ピアノ以外の鍵盤楽器のプレイヤーを総称して鍵盤楽器奏者と総称することが多い。特定の楽器を主に演奏する演奏者はそれぞれ独立して呼称される場合が多い。なお、近年のパーソナルコンピュータの普及もあり、一般には従来の「キーボード ＝ 鍵盤楽器」という概念は通用しなくなってきた。キーボーディストの一覧には、メロトロンやクラビネットの奏者も含む。

## 主なキーボーディスト

### 日本国外の代表的なキーボーディスト（五十音順）
- アラン・ゴーウェン - ギルガメッシュ、ナショナル・ヘルス
- アル・クーパー
- アラン・プライス（アニマルズ）
- イアン・スチュワート（元ローリング・ストーンズ）
- イェンス・ヨハンソン - ライジング・フォース、ストラトヴァリウス
- ヴィクター・フェルドマン - （スティーリー・ダンなど）
- ヴィンス・ウェルニック - グレイトフル・デッド
- エディ・ジョブソン
- エルトン・ジョン
- エンニオ・モリコーネ
- オスカー・ピーターソン
- ガース・ハドソン - ザ・バンド
- カール・ジェンキンス - ニュークリアス、ソフト・マシーン、アディエマス
- キース・エマーソン - エマーソン・レイク・アンド・パーマー
- キース・ゴドショウ - グレイトフル・デッド
- クリス・マーティン －コールドプレイ
- グレッグ・フィリンゲインズ
- ゲイリー・ブルッカー - プロコル・ハルム
- ケヴィン・ムーア - ドリーム・シアター
- ジェイムズ・ブッカー（ニューオーリンズ）
- ジェフ・ダウンズ－ バグルズ、イエス(YES)、エイジア
- ジェリー・リー・ルイス
- ジミー・スミス（オルガン・ジャズ）
- ジャン・ミッシェル・ジャール
- ジョーダン・ルーデス - ドリーム・シアター
- ジョー・クラウン（ゲイトマウス・ブラウン・バンド）
- ジョー・ザヴィヌル - ウェザー・リポート、ザヴィヌル・シンジケート
- ジョン・クリアリー（ニューオーリンズ）
- ジョン・ポール・ジョーンズ（元レッド・ツェッペリン）
- ジョン・ロード - ディープ・パープル
- スティーヴ・ウィンウッド - スペンサー・デイヴィス・グループ、トラフィック、ブラインド・フェイス
- スティーヴ・ポーカロ - TOTO
- スプーナー・オールダム －（フェイム・スタジオ）
- タイス・ファン・レール - フォーカス
- チック・コリア - リターン・トゥ・フォーエヴァー
- チャンピオン・ジャック・デュプリー
- デイヴ・グリーンフィールド - ストラングラーズ
- デイヴ・グリーンスレイド - コロシアム、グリーンスレイド
- デイヴ・シンクレア - キャラヴァン
- デイヴ・スチュワート - エッグ、ハットフィールド・アンド・ザ・ノース、ナショナル・ヘルス他
- デヴィッド・ブライアン - ボン・ジョヴィ
- デヴィッド・ペイチ - TOTO
- デレク・シェリニアン - ドリーム・シアター
- ドクター・ジョン
- ドナルド・フェイゲン - スティーリー・ダン、ソロ
- トニー・ケイ - イエス(YES)、バジャー
- トニー・バンクス - ジェネシス
- トム・コスター（元サンタナ）
- トム・コンスタンテン（グレイトフル・デッド）
- バート・バカラック
- パトリック・モラーツ - リフュジー、イエス(YES)、ムーディー・ブルース
- ハービー・ハンコック
- ハリー・ウエイン・ケイシー - KC&サンシャイン・バンド
- ハンク・ジョーンズ - （ジャズ）
- ピート・タウンゼント（ザ・フー）
- ピーター・バーデンス - キャメル
- ビッグ・ジョン・パットン（オルガン・ジャズ）
- ピッグペン（グレイトフル・デッド）
- ヒューイ・"ピアノ"・スミス（ザ・クラウンズ、ニューオーリンズ・ピアノ)
- ビリー・プレストン
- ビリー・ベック（オハイオ・プレイヤーズ）
- ビル・ペイン - リトル・フィート
- ファッツ・ドミノ
- フィリップ・セス
- ブライアン・イーノ
- フランシス・レイ
- ブルース・ホーンズビー（レインジ、グレイトフル・デッド）
- ブレント・ミドランド（グレイトフル・デッド）
- ベイビー・フェイス・ウィレット（オルガン・ジャズ）
- ベン・シドラン
- ヘンリー・マンシーニ
- ポール・マッカートニー
- マイク・ストーラー（リーバー＆ストーラー）
- マイク・ラトリッジ - ソフト・マシーン
- マイケル・ジャクソン
- マシュー・フィッシャー（プロコル・ハルム）
- ミラン・ウィリアムズ（コモドアーズ）
- モーガン・フィッシャー
- ヤンネ・トルサ
- ヤン・ハマー
- ユリアンナ・アヴデーエワ（クラシック、ピアノ）
- ラリー・ゴールディングズ - メイシオ・パーカー・バンド
- ラリー・ネクテル - ブレッド
- リチャード・アンダーソン
- リチャード・カーペンター - カーペンターズ
- リチャード・タンディ - エレクトリック・ライト・オーケストラ
- リチャード・ティー
- リチャード・バルビエリ - ジャパン
- リチャード・マニュエル - ザ・バンド
- リック・ライト - ピンク・フロイド
- リック・ウェイクマン - ソロ、ストローブス、イエス(YES)
- レイ・チャールズ
- レイ・マンザレク （ドアーズ）
- レオン・ラッセル
- ロジャー・パウエル - ユートピア
- ロジャー・マニング - ジェリーフィッシュ
- ロバート・ラム - シカゴ

### 日本の代表的なキーボーディスト

#### ア行
- 蒼山幸子（ねごと）
- 赤崎夏実（おはよう朝日です）
- 赤松愛（オックス）
- 浅倉大介（access、Iceman）
- 朝本浩文（JAZZ MASTER）
- AZUKI七（GARNET CROW）
- 安部潤（FIELD OF VIEW）
- 阿部義晴（ユニコーン）
- Aya（Mi）
- 彩雨（摩天楼オペラ）
- 荒井注（ザ・ドリフターズ）
- 荒幡亮平
- アラリン（アラリン）
- 安藤ジュン（クリエイション）
- 安藤広一（ルースターズ）
- 飯塚文男（ザ・ドリフターズ、ドンキーカルテット）
- 飯野竜彦（FLYING KIDS）
- 石川マサオ
- 五十嵐充（Every Little Thing）
- 粋成浩児（ストリート・ダンサー）
- 池澤公隆（ZARD）
- 池田大介
- 池水真由美（ブリッジ）
- 伊澤一葉（東京事変）
- レクター・H伯爵（聖飢魔II）
- 石橋エータロー（ハナ肇とクレージーキャッツ）
- 伊豆田洋之
- 和泉宏隆（T-SQUARE）
- 市原貴子（DETERMINATIONS）
- 五輪真弓
- 伊藤俊吾（キンモクセイ）
- 伊藤洋一（GOING UNDER GROUND）
- 伊地知温子（おはよう朝日です）
- 井上鑑
- 井上俊次（レイジー、ネバーランド、AIRBLANCA）
- 井上由紀子（フリッパーズ・ギター）
- 猪熊虎五郎（ザ・ドリフターズ、ドンキーカルテット）
- INO hidefumi
- 今井隼（Antique Toy）
- 今井裕（サディスティック・ミカ・バンド、サディスティックス）
- 今中規子（モダンチョキチョキズ）
- 入船陽介（THE 東南西北）
- 上田愛美（CHEE'S）
- 上田現（レピッシュ）
- 上原ひろみ
- 上村律夫（乱魔堂）
- 宇都圭輝  (HoneyWorks、CHiCO with HoneyWorks)
- 宇根美沙恵
- H ZETT M
- エマーソン北村（JAGATARA）
- エリコ（有頂天）
- エンマ（ARB）
- 大坂孝之介（湘南探偵団）
- 大島こうすけ（WANDS、SO-FI、大満月）
- 太田美知彦（原田真二&CRISIS、BAKUFU-SLUMP、T-BOLAN）
- 大髙清美（カシオペア）
- 大楠雄蔵（OOM、Sensation）
- 大貫妙子（シュガー・ベイブ）
- 大野克夫（ザ・スパイダース、PYG、井上堯之バンド、大野克夫バンド）
- 大野雄二（ユー&エクスプロージョン・バンド）
- 大林武司
- 大平勉（cherry boys）
- 岡垣正志（X-RAY、テラ・ローザ）
- 岡崎英美（サカナクション）
- 岡田尚（SALLY）
- 岡田徹（はちみつぱい、ムーンライダーズ）
- 岡本優史（ノヴェラ）
- 小川文明（すかんち、Suzy Cream Cheese、ザ・ダブラーズ）
- 沖祐市（東京スカパラダイスオーケストラ）
- 奥慶一（スペクトラム）
- 小口健一（KENSO）
- 奥野真哉（ソウル・フラワー・ユニオン他）
- 長田直之（Keno、CooRie）
- 小澤正澄（PAMELAH）
- 小田和正（オフコース）
- 小田啓義（ジャッキー吉川とブルーコメッツ）
- 小野塚晃（DIMENSION）

- オレオレオナ（Gacharic Spin）

#### カ行
- 笠松美樹（Sugar）
- 梶浦由記（See-Saw、FictionJunction）
- 梶俊男
- 片倉三起也（ALI PROJECT）
- 金澤ダイスケ（フジファブリック）
- 神本宗幸（世良公則&ツイスト）
- 鴨宮諒（ピチカート・ファイヴ）
- 川上恭生（BO GUMBOS）
- 川口博史（S.S.T.BAND）
- 河野啓三（T-SQUARE）
- 菅野よう子（てつ100%）
- 喜多郎（シンセサイザー奏者）
- 木根尚登（SPEEDWAY、TM NETWORK）
- 木原龍太郎（ブルー・トニック、ORIGINAL LOVE）
- 木村真也（WANDS）
- kiyo（Janne Da Arc）
- 桐谷浩史（ズー・ニー・ヴー）
- 金城綾乃（Kiroro）
- 金南嬉
- グリソン・キム（人生）
- クリヤ・マコト
- 黒坂優香子（Silent Siren）
- ケイタイモ（BEAT CRUSADERS）
- 小池哲夫（ヴィレッジシンガーズ）
- 小池敏之（Concerto Moon、DOUBLE DEALER）
- 小泉信彦
- 紅一点（ビジーフォー）
- KO-ICHIRO（Skoop On Somebody）
- 河野伸（SPANK HAPPY）
- 国府弘子
- 国分太一（TOKIO）
- 小滝みつる
- 後藤忠司
- 小島良喜（KUWATA BAND）
- ことぶき光（P-MODEL）
- 小西貴雄
- coba84（ステューパ）
- 小林信吾（JAZZ MASTER）
- 小林哲
- 小林武史（SUPER CHIMPANZEE、MY LITTLE LOVER、YEN TOWN BAND、Lily Chou-Chou、Acid Test、Bank Band、Bradberry Orchestra）
- 小室哲哉（SPEEDWAY、TM NETWORK、H Jungle with t、globe）
- 小森茂生
- 小山実稚恵
- 紺野紗衣
- 今野登茂子（プリンセス・プリンセス）

#### サ行
- 財津和夫（チューリップ）
- 斎藤庄太（MOSCOW）
- 斎藤有太
- Saori（SEKAI NO OWARI）
- 酒井ミキオ
- さかいゆう
- 阪口大助（E.M.U）
- 坂本洋（サントリー坂本）
- 坂本龍一（YMO、HASYMO）
- 佐久間正英
- 桜井センリ（ハナ肇とクレージーキャッツ）
- 桜庭統
- 佐々木朋子（セラニポージ）
- 佐々木美和（SO-FI）
- 佐藤鷹（To Be Continued）
- 佐藤達也（LINDBERG、aiko）
- 佐藤竹善（SING LIKE TALKING）
- 佐藤美恵子（pre-school、MUFAS）
- 佐藤博(ハックルバック、ティン・パン・アレー）
- 佐藤雄大(キーボーディスト)
- 佐橋俊彦（KENSO）
- G2WO（RCサクセション）
- シウ（有頂天）
- 潮崎裕己（UP-BEAT）
- 篠原信彦（CO-CóLO、フラワー・トラベリン・バンド）
- 清水賢治（D.T.R）
- ジュリアーノ勝又（米米CLUB）
- ジョー・リノイエ（ROMANTIC MODE）
- ジョン山崎（ザ・ゴールデン・カップス）
- 白井幹夫（THE HIGH-LOWS）
- Shinnosuke（SOUL'd OUT）
- 杉直樹
- 鈴置洋孝（スラップスティック）
- 鈴木秋則（センチメンタル・バス、TREMOLO FAN、SPOOZYS）
- 鈴木大輔（day after tomorrow、GIRL NEXT DOOR）
- 須藤賢一（AIRBLANCA、TRY FORCE）
- 十川知司
- 蒼稀（ラブCan、ELL.）
- 園田涼

#### タ行
- D.I.E.（Ra:IN、hide with Spread Beaver）
- DAISUKE（COOL DRIVE）
- たいせい（シャ乱Q、市井紗耶香 in CUBIC-CROSS）
- 高島匡未（ネルソン・グレート）
- 高梨康治（六三四Musashi、刃-yaiba-）
- 高橋利光（クレイジーケンバンド）
- 高橋ひろ（チューリップ）
- 高橋康宏（ザ・マスミサイル）
- TAKURO（GLAY）
- 田口智治（C-C-B）
- 田代修二
- 田中俊夫（ザ・テンプターズ）
- 武部聡志（ハーフトーン・ミュージック）
- 太宰リリー（ビンゴボンゴ）
- 多東康孝（KAITA）
- 棚谷祐一（カーネーション）
- 多奈部聖士（シュガーパニック）
- TAPIKO（can/goo）
- 丹野義昭（チューリップ）
- チャリティー（有頂天）
- ちゃんMARI（ゲスの極み乙女。、Crimson）
- 柘植浩文（スナッパーズ）
- 津田直彦（サラブレンド）
- 蔦谷好位置（CANNABIS、DUMMEEZ、NATSUMEN、Entity of Rude）
- 寺尾広（Soul Crusaders）
- 土田一徳（男闘呼組）
- 津村正晃（ROCKING TIME）
- 鶴久政治（チェッカーズ）
- DELA（Goose Bumps）
- 寺島暁子（DOODLES）
- DE DE MOUSE
- 土橋安騎夫（レベッカ）
- 常田真太郎（スキマスイッチ）
- t-kimura（m.o.v.e、Favorite Blue）
- 寺尾広
- Dr.kyOn（ボ・ガンボス）
- 冨田勲（シンセサイザー奏者）
- 友成好宏

#### ナ行
- nao（I WiSH）
- 永井誠一郎
- 永川敏郎（ノヴェラ、GERARD）
- 長富彩
- 中武敬文（詩人の血）
- 中西康晴（上田正樹とサウストゥサウス）
- 仲道郁代
- 仲道祐子
- 中村紘子
- 中村美紀（SHOW-YA）
- 夏夕介(オックス)
- 成田ハネダ(パスピエ)
- 鳴瀬シュウヘイ（DEVELOP=FRAME）
- 難波弘之
- 南部昌江
- 新垣隆（ジェニーハイ）
- 新津由衣（RYTHEM）
- 西内まりや
- 西川隆宏（DREAMS COME TRUE）
- nishi-ken
- 西平彰（エキゾティクス）
- 西村由紀江
- 西村朝香(ZONE)
- 西本明
- 西本麻里（MANISH）
- 仁戸田江美子
- ノア・ヒックマン（Noah G Hickman）
- 野村卓史（SAKEROCK、グッドラックヘイワ）

#### ハ行
- 蓜島邦明
- ハジメタル
- ハタヤテツヤ
- 羽田健太郎
- 幅しげみ
- 原由子（サザンオールスターズ）
- 葉山拓亮（Tourbillon、D-LOOP）
- 春畑道哉（TUBE）
- PEAK（なっちゃんPEAK）
- ヒイズミマサユ機（PE'Z、東京事変）
- 菱山正太
- 姫野達也（チューリップ、オールウェイズ）
- ヒャダイン
- 平田祥一郎
- 広瀬修
- 平山泰代（赤い鳥、紙ふうせん）
- 藤澤有沙（YUI、ひいらぎなどのサポート）
- 藤澤涼架（Mrs. GREEN APPLE）
- 藤田千章（SING LIKE TALKING）
- 藤原聡（Official髭男dism）
- 藤村さおり（BIG MOUTH）
- 藤山高浩（X-RAY）
- 藤原泰斗(ex.AYABIE)
- 芙苑晶（ファー・イースト・アシッド・ハウス・クワルテット、もしくはLSD解放同盟）
- フラッシュ金子（米米CLUB）
- 古井弘人（GARNET CROW）
- 古橋崇
- 別所和洋
- 穂口雄右（嶺のぼるとジャニーズ・ジュニア、アウト・キャスト）
- 星吉昭（姫神）
- 細井豊（センチメンタル・シティ・ロマンス）
- ホッピー神山（PINK）
- 本田恭之（グラスバレー、face to ace、空夜coo:ya）
- 本田有佳里（Sunflower's Garden）
- 本間秀範

#### マ行
- マーシー（ホイフェスタ）
- 前田耕陽（男闘呼組）
- 前野知常
- 馬飼野康二（作曲家）
- 槇原敬之
- 増田隆宣（B'zのサポートメンバー、BLUEW）
- 怪人松崎様（聖飢魔II、RX）
- 松澤健
- 松田明子（rumania montevideo、RAMJET PULLEY）
- 松任谷正隆（ティン・パン・アレー）
- 松前公高（S.S.T.BAND）
- mayuko（Aqua Timez）
- 丸山圭子（ピピ&コット）
- 魔女RYO子嬢（聖飢魔II、渋さ知らズ）
- 三浦俊一（P-MODEL）
- 三国義貴
- 三柴理（筋肉少女帯、特撮）
- 水上聡（東京少年）
- 水沢里美（Whiteberry）
- 溝田志穂（Hermann H.&The Pacemakers）
- 三谷泰弘（スターダストレビュー、esq）
- ミッキー吉野（ザ・ゴールデン・カップス、ゴダイゴ）
- 光田健一（KENSO、スターダストレビュー）
- Mi3（ミッチュリー）
- 三ツ矢雄二（スラップスティック）
- 光吉猛修（S.S.T.BAND）
- 蓑輪単志（JUNGAPOP、HOUND DOG）
- 都啓一（SOPHIA）
- 宮崎裕介
- 宮本悦朗（内山田洋とクール・ファイブ）
- ミュー（有頂天）
- 向井美音里（ユニコーン）
- 向谷実（カシオペア）
- 村上信五（関ジャニ∞）
- 村上ゆき
- 村上奈津子（WONDERVER）
- 嶺川貴子（L⇔R）
- 望月衛介（B.B.クィーンズ）
- 森田公一（森田公一とトップギャラン）
- 守屋純子（ジャズ・ピアノ）
- 森保まどか（HKT48）

#### ヤ行
- 八木沼悟志（fripSide）
- 安本毅（MONGOL）
- 柳原陽一郎（たま）
- 藪本雅子（ジューシィ・フルーツ）
- 山際築（Tops）
- 山崎貴生（愛奴）
- 山中千尋
- 山根公路（DEEN）
- ユミ（スカポンタス）
- 横山剣（クールス、クレイジーケンバンド）
- YOSHIKI（X JAPAN、Violet UK）
- 吉澤瑛師（Scudelia Electro）
- 吉田理恵（大事MANブラザーズバンド）

#### ラ行
- ライオンメリー（ヒルビリー・バップス）
- れいな（RED WORKER'z、MARIA）
- 六土開正（安全地帯）

#### ワ行
- 渡辺茂樹（ザ・ワイルドワンズ）
- 渡辺貴浩（VIBRASTONE）
- 渡辺俊幸（赤い鳥）